# Francesco Giomi
Francesco Giomi (Firenze, 1963) è un compositore italiano di musica elettronica e regista del suono.
I suoi campi di interesse sono primariamente l'arte acusmatica e il live electronics, ma negli ultimi vent'anni ha intrapreso un percorso significativo nall'ambito dell'improvvisazione elettroacustica. 
È professore di musica elettronica al Conservatorio di Bologna e direttore di Tempo Reale, il centro di ricerca musicale fondato da Luciano Berio a Firenze. Nel 2008 ha dato vita al Tempo Reale Festival, dedicato alla musica di ricerca. 
Ha studiato musica elettronica e informatica musicale a Firenze e Pisa con Albert Mayr e Pietro Grossi, oltre che Scienze dell'Informazione all'Università di Pisa. Dal 1982 ha iniziato ad occuparsi di queste discipline sia in maniera autonoma che collaborando con istituzioni come il CNUCE/CNR di Pisa, l'Università di Firenze, il Conservatorio di Firenze e Tempo Reale. 
Da alcuni anni vive a Montagnana Val di Pesa nei dintorni di Firenze.

## Collaborazioni principali
Dal 1997 al 2003 ha lavorato strettamente con Luciano Berio; negli ultimi anni ha collaborato anche con Henri Pousseur, David Moss, Uri Caine, Jim Black, Sonia Bergamasco, Jonathan Faralli, Elio Martusciello, Renzo Piano Building Workshop, Micha Van Hoecke, Lelio Camilleri, Adriano Guarnieri, Stefano Bollani, Simona Bertozzi e altri artisti. Dal 2001 al 2011 ha collaborato regolarmente con il coreografo italiano Virgilio Sieni realizzando la musica per molti dei suoi spettacoli di danza, rappresentati in tutto il mondo.
A partire dal 2005 ha iniziato ad occuparsi di improvvisazione elettroacustica mentre dal 2010 è attivo il suo progetto LFO con il quale, ispirandosi a musicisti come Bruno Maderna, Butch Morris, Elio Martusciello, ha sviluppato un codice per l'improvvisazione totale rivolto a ensemble e formazioni elettroacustiche di varia dimensione e natura.
Come regista del suono ha lavorato prima con Berio per la realizzazione e l'esecuzione delle sue opere con elettronica e successivamente con altri musicisti e artisti, coordinando progetti musicali e installativi di grandi dimensioni. In questi ambiti è forte la sua sensibilità per la creazione di gruppi di lavoro, poliedrici e strutturati.
Come operatore culturale, si è fatto promotore – soprattutto nell'ambito di Tempo Reale – di un nuovo modo di ideare e proporre gli eventi di musica nuova portando alla comprensione di un pubblico giovane e vasto temi e manifestazioni musicali di alto valore qualitativo e intellettuale. Tra il 2009 e il 2010 ha pubblicato con la casa discografica indipendente Miraloop tre volumi della sua opera di musica elettronica 'Musiche per Danza': "Musiche per Danza Vol.1", "Musiche per danza Vol.2" e "Musiche per danza Vol.3". Nel 2014 è uscito l'album monografico "Con brio-musica acusmatica" per l'etichetta Die Schachtel.
Nel 2021 ha dato vita al Conservatorio di Musica di Bologna a un percorso formativo innovativo dedicato all'improvvisazione elettroacustica, un biennio magistrale, unico in Europa, dedicato completamente a questa disciplina.

## Gruppi musicali
Come musicista dal vivo è particolarmente interessato al rapporto tra improvvisazione, musica elettronica e strutturazione musicale. 
- SOLO (Sintetizzatori e live electronics)
- ZUMTRIO (Radio e sintetizzatori) con Francesco Canavese e Stefano Rapicavoli
- SDENG con Francesco Canavese (duo di live electronics) e il gruppo di ricerca visiva InFlux
- TREE/Tempo Reale Electroacoustic Ensemble (geometria variabile)

## Discografia
- Missa Ockechem, L'Homme Armé & Tempo Reale Electroacoustic Ensemble, TRC01, 2012., su temporeale.it.
- Many More Voices, David Moss & Sdeng, TRC02, 2012., su temporeale.it.
- Musiche per danza (I - II - III), su miraloop.com.
- Esse di Salomé, Sonia Bergamasco & Tempo Reale, TRC03, 2013., su temporeale.it.
- Francesco Giomi, Con brio-musica acusmatica, Zeit Composers 12, DieSchachtel, su dieschachtel.com.
- Sylvano Bussotti, Lachrimae e Autotono, EmaVinci Contemporanea.
- Tempo Reale Electroacoustic Ensemble, Open Music #1, EmaVinci Contemporanea.
- Emotional Soundscapes, EmaVinci Records 70105, 2017
- Elettroshock, Pierpaolo Capovilla & Tempo Reale Electroacoustic Ensemble, Tempo Reale Collection TRC09, 2019., su temporeale.it.
- Human Dramaturgies n.31 | 230420, “Back to silence for human dramaturgies” (2020), su youtube.com.
- Radioscapes, Zumtrio, Tempo Reale Collection TRC10, 2021., su temporeale.it.
- Bologna Sound vol.2, Back to Silence, SLW06, 2021., su slowthrecords.com.
- LFO, SLW10, 2023., su slowthrecords.com.
- BIG, Bologna Improvisation Group, su ElliRecords https://www.elli.media/